# Winter Harbor
Winter Harbor ist eine Town im Hancock County des Bundesstaates Maine in den Vereinigten Staaten. Im Jahr 2020 lebten dort 461 Einwohner in 498 Haushalten auf einer Fläche von 179,02 km2.

## Geografie
Nach dem United States Census Bureau hat Winter Harbor eine Gesamtfläche von 179,02 km², von denen 37,19 km² Land sind und 141,83 km² aus Gewässern bestehen.

### Geografische Lage
Winter Harbor liegt im Südosten des Hancock Countys auf einer Landzunge am Atlantischen Ozean. Im Westen grenzen die Flanders Bay und die Mount Dessert Narrows an. Zentral gelegen auf dem Gebiet der Town befindet sich der Birch Harbor Pond. Die Oberfläche ist eben, ohne nennenswerte Erhebungen.

### Nachbargemeinden
Alle Entfernungen sind als Luftlinien zwischen den offiziellen Koordinaten der Orte aus der Volkszählung 2010 angegeben.
- Norden und Osten: Gouldsboro, 10,9 km
- Südwesten: Cranberry Isles, 10,7 km
- Westen: Bar Harbor, 14,1 km

### Stadtgliederung
In Winter Harbor gibt es mehrere Siedlungsgebiete: Bunkers Harbor, Gerrishville, Grindstone Neck, Harbor Point, Sargents Point, Summer Harbor und Winter Harbor.

### Klima
Die mittlere Durchschnittstemperatur in Winter Harbor liegt zwischen −6,1 °C (21° Fahrenheit) im Januar und 20,6 °C (69° Fahrenheit) im Juli. Damit ist der Ort gegenüber dem langjährigen Mittel der USA um etwa 6 Grad kühler. Die Schneefälle zwischen Oktober und Mai liegen mit bis zu zweieinhalb Metern mehr als doppelt so hoch wie die mittlere Schneehöhe in den USA; die tägliche Sonnenscheindauer liegt am unteren Rand des Wertespektrums der USA.

## Geschichte
Das Gebiet des späteren Winter Harbor wurde bereits 1762 besiedelt. Die Plantation trug ursprünglich den Namen Musquito Harbor. Der Name wurde 1854 in Winter Harbor geändert. Der Name Winter Harbor beruht auf der Tatsache, dass der Hafen auch im Winter nicht zufriert. Somit diente er vielen Schiffen im Winter als Zuflucht. Der Leuchtturm von Winter Harbor wurde im Jahr 1856 gebaut. Als eigenständige Town wurde Winter Harbor am 21. Februar 1895 organisiert. Zuvor gehörte Winter Harbor zum Gebiet der Town Gouldsboro.

### Einwohnerentwicklung
| Volkszählungsergebnisse – Town of Winter Harbor, Maine | Volkszählungsergebnisse – Town of Winter Harbor, Maine | Volkszählungsergebnisse – Town of Winter Harbor, Maine | Volkszählungsergebnisse – Town of Winter Harbor, Maine | Volkszählungsergebnisse – Town of Winter Harbor, Maine | Volkszählungsergebnisse – Town of Winter Harbor, Maine | Volkszählungsergebnisse – Town of Winter Harbor, Maine | Volkszählungsergebnisse – Town of Winter Harbor, Maine | Volkszählungsergebnisse – Town of Winter Harbor, Maine | Volkszählungsergebnisse – Town of Winter Harbor, Maine | Volkszählungsergebnisse – Town of Winter Harbor, Maine |
| Jahr                                                   | 1900                                                   | 1910                                                   | 1920                                                   | 1930                                                   | 1940                                                   | 1950                                                   | 1960                                                   | 1970                                                   | 1980                                                   | 1990                                                   |
| ------------------------------------------------------ | ------------------------------------------------------ | ------------------------------------------------------ | ------------------------------------------------------ | ------------------------------------------------------ | ------------------------------------------------------ | ------------------------------------------------------ | ------------------------------------------------------ | ------------------------------------------------------ | ------------------------------------------------------ | ------------------------------------------------------ |
| Einwohner                                              | 571                                                    | 590                                                    | 503                                                    | 517                                                    | 518                                                    | 568                                                    | 756                                                    | 1028                                                   | 1120                                                   | 1157                                                   |
| Jahr                                                   | 2000                                                   | 2010                                                   | 2020                                                   | 2030                                                   | 2040                                                   | 2050                                                   | 2060                                                   | 2070                                                   | 2080                                                   | 2090                                                   |
| Einwohner                                              | 988                                                    | 516                                                    | 461                                                    |                                                        |                                                        |                                                        |                                                        |                                                        |                                                        |                                                        |

## Kultur und Sehenswürdigkeiten

### Bauwerke
In Winter Harbor wurden ein Distrikt, zwei Leuchttürme und zwei Gebäude unter Denkmalschutz gestellt und ins National Register of Historic Places aufgenommen:
Als Distrikt wurde unter Denkmalschutz gestellt:
- Schoodic Peninsula Historic District, aufgenommen 2007, Register-Nr. 07000614

Leuchttürme
- Egg Rock Light Station, aufgenommen 1988, Register-Nr. 87002270
- Winter Harbor Light Station, aufgenommen 1988, Register-Nr. 87002538

Gebäude
- U.S. Naval Radio Station - Apartment Building and Power House, aufgenommen 2013, Register-Nr. 13000533
- Edward J. Hammond Hall, aufgenommen 2004, Register-Nr. 03001405

## Wirtschaft und Infrastruktur

### Verkehr
Von Norden kommend führt die Maine State Route 186 in südliche Richtung nach Winter Harbor und verlässt dann in östliche Richtung das Gebiet der Town.

### Öffentliche Einrichtungen
Es gibt keine medizinischen Einrichtungen in Winter Harbor. Die nächstgelegenen befinden sich in Bar Harbor und Southwest Harbor.
Im Village Prospect Harbour befindet sich die Dorcas Library.

### Bildung
Winter Harbor gehört mit Eastbrook, Franklin, Gouldsboro, Prospect Harbor, Steuben, Sorrento, Sullivan und Sumner zum RSU 24.
Im Schulbezirk werden folgende Schulen angeboten:
- Cave Hill School in Eastbrook mit Schulklassen von Pre-Kindergarten bis zum 5. Schuljahr.
- Ella Lewis School in Steuben mit Schulklassen von Pre-Kindergarten bis zum 6. Schuljahr.
- Mountain View School in Sullivan mit Schulklassen von Pre-Kindergarten bis zum 5. Schuljahr.
- Peninsula School in Prospect Harbor mit Schulklassen von Pre-Kindergarten bis zum 5. Schuljahr.
- Sumner Memorial High School in Sullivan